# Hillmicke
Hillmicke is een dorp in de gemeente Wenden in het district Olpe in Westfalen in Noordrijn-Westfalen. Hillmicke is een dorp waar van oorsprong Limburgs wordt gesproken. Hillmicke ligt aan de Uerdinger Linie. 
Altenhof · 
Altenwenden · 
Bebbingen · 
Brün · 
Büchen · 
Döingen · 
Dörnscheid · 
Eichertshof · 
Elben · 
Gerlingen · 
Girkhausen · 
Heid · 
Hillmicke · 
Hoffnung · 
Hünsborn · 
Huppen · 
Löffelberg · 
Möllmicke · 
Ottfingen · 
Römershagen · 
Rothemühle · 
Rothenborn · 
Scheiderwald · 
Schönau · 
Schwarzbruch · 
Trömbach · 
Vahlberg · 
Wendenerhütte · 
Wilhelmstal